# Kabinett Macut
Das Kabinett Macut bildet seit dem 16. April 2025 die Regierung von Serbien.
Die Serbische Fortschrittspartei (SNS) kam 2012 an die Macht. Nach den serbischen Parlamentswahlen 2023 beauftragte der serbische Präsident Aleksandar Vučić Miloš Vučević mit der Regierungsbildung. Er wurde im Mai 2024 gewählt, trat jedoch im Januar 2025 inmitten von Antikorruptionsprotesten zurück. Nachdem die Nationalversammlung im März seinen Rücktritt anerkannt hatte, begannen Verhandlungen zur Bildung einer neuen Regierung. Vučić beauftragte Macut Anfang April mit der Regierungsbildung. Am 16. April 2025 wählte die Nationalversammlung Macut zum serbischen Premierminister.

## Kabinettsmitglieder
| Amt                                                                  | Bild | Name                         | Partei    |
| -------------------------------------------------------------------- | ---- | ---------------------------- | --------- |
| Ministerpräsident                                                    |      | Đuro Macut                   | Parteilos |
| Stellvertretende Ministerpräsidenten                                 |      | Siniša Mali                  | SNS       |
| Stellvertretende Ministerpräsidenten                                 |      | Ivica Dačić                  | SPS       |
| Stellvertretende Ministerpräsidenten                                 |      | Adrijana Mesarović           | SNS       |
| Finanzminister                                                       |      | Siniša Mali                  | SNS       |
| Wirtschaftsministerin                                                |      | Adrijana Mesarović           | SNS       |
| Minister für Land-, Forst- und Wasserwirtschaft                      |      | Dragan Glamočić              | Parteilos |
| Ministerin für Umweltschutz                                          |      | Sara Pavkov                  | SNS       |
| Ministerin für Bau, Verkehr und Infrastruktur                        |      | Aleksandra Sofronijević      | Parteilos |
| Ministerin für Bergbau und Energie                                   |      | Dubravka Đedović             | Parteilos |
| Ministerin für Binnen- und Außenhandel                               |      | Jagoda Lazarević             | Parteilos |
| Justizminister                                                       |      | Nenad Vujić                  | Parteilos |
| Ministerin für öffentliche Verwaltung und lokale Selbstverwaltung    |      | Snežana Paunović             | SPS       |
| Minister für Menschen- und Minderheitenrechte und sozialen Dialog    |      | Demo Beriša                  | Parteilos |
| Innenminister                                                        |      | Ivica Dačić                  | SPS       |
| Verteidigungsminister                                                |      | Bratislav Gašić              | SNS       |
| Außenminister                                                        |      | Marko Đurić                  | SNS       |
| Minister für Europäische Integration                                 |      | Nemanja Starović             | SNS       |
| Bildungsminister                                                     |      | Dejan Vuk Stanković          | Parteilos |
| Gesundheitsminister                                                  |      | Zlatibor Lončar              | SNS       |
| Ministerin für Arbeit, Beschäftigung, Veteranen und Sozialpolitik    |      | Milica Đurđević Stamenkovski | SSZ       |
| Minister für Familienfürsorge und Demografie                         |      | Jelena Žarić Kovačević       | SNS       |
| Sportminister                                                        |      | Zoran Gajić                  | Parteilos |
| Kulturminister                                                       |      | Nikola Selaković             | SNS       |
| Minister für ländliche Wohlfahrt                                     |      | Milan Krkobabić              | PUPS      |
| Minister für Wissenschaft, technologische Entwicklung und Innovation |      | Béla Bálint                  | Parteilos |
| Minister für Tourismus und Jugend                                    |      | Husein Memić                 | SDPS      |
| Minister für Information und Telekommunikation                       |      | Boris Bratina                | Parteilos |
| Minister für öffentliche Investitionen                               |      | Darko Glišić                 | SNS       |
| Minister ohne Geschäftsbereich                                       |      | Novica Tončev                | SPS       |
| Minister ohne Geschäftsbereich                                       |      | Đorđe Milićević              | SPS       |
| Minister ohne Geschäftsbereich                                       |      | Usame Zukorlić               | SPP       |
| Minister ohne Geschäftsbereich                                       |      | Nenad Popović                | SNP       |
| Minister ohne Geschäftsbereich                                       |      | Tatjana Macura               | Parteilos |